# Spermin oksidaza
Spermin oksidaza (EC 1.5.3.16, PAOh1/SMO, PAOh1 (nespecifična), AtPAO1, AtPAO4, SMO, mSMO, SMO(PAOh1), SMO/PAOh1, SMO5, mSMOmu) je enzim sa sistematskim imenom spermidin:kiseonik oksidoreduktaza (formira spermidin). Ovaj enzim katalizuje sledeću hemijsku reakciju
spermin + O2 + 2O {\displaystyle \rightleftharpoons } spermidin + 3-aminopropanal +H2O2
Ovaj enzim iz Arabidopsis thaliana (AtPAO1) oksiduje norspermin do norspermidin sa visokom efikasnošću.

## Literatura
- Nicholas C. Price; Lewis Stevens (1999). Fundamentals of Enzymology: The Cell and Molecular Biology of Catalytic Proteins (Third изд.). USA: Oxford University Press. ISBN 019850229X.
- Eric J. Toone (2006). Advances in Enzymology and Related Areas of Molecular Biology, Protein Evolution (Volume 75 изд.). Wiley-Interscience. ISBN 0471205036.
- Branden C; Tooze J. Introduction to Protein Structure. New York, NY: Garland Publishing. ISBN 0-8153-2305-0.
- Irwin H. Segel. Enzyme Kinetics: Behavior and Analysis of Rapid Equilibrium and Steady-State Enzyme Systems (Book 44 изд.). Wiley Classics Library. ISBN 0471303097.

## Spoljašnje veze
- Spermine+oxidase на 